# Bertil Hallert
Bertil Hallert, född 10 februari 1910 i Södra Solberga, död 12 februari 1971, var en svensk lantmätare och  professor i fotogrammetri.
Hallert avlade lantmätarexamen vid Kungliga Tekniska högskolan (KTH) 1936 och studerade därefter i Tyskland, Schweiz och Italien. Han blev statskartograf vid Rikets allmänna kartverk 1939 och förste statskartograf 1944. Sistnämnda år blev han teknologie doktor och docent vid KTH samt professor i fotogrammetri där 1947. 
Hallert föreläste och forskade vid Ohio State University 1953-54, innehade expertuppdrag inom Internationella sällskapet för fotogrammetri 1958-68 och åt NASA, föreläste vid olika amerikanska universitet 1966-67 och vid sovjetiska forskningsinstitutioner 1967 samt var ledamot av universitetspedagogiska utredningen 1966-68. Han blev ledamot av Krigsvetenskapsakademien 1950 och av Ingenjörsvetenskapsakademien 1955.
Bertil Hallert var far till journalisten Kerstin Hallert.